# Selene (namn)
För andra betydelser, se Selene (olika betydelser).

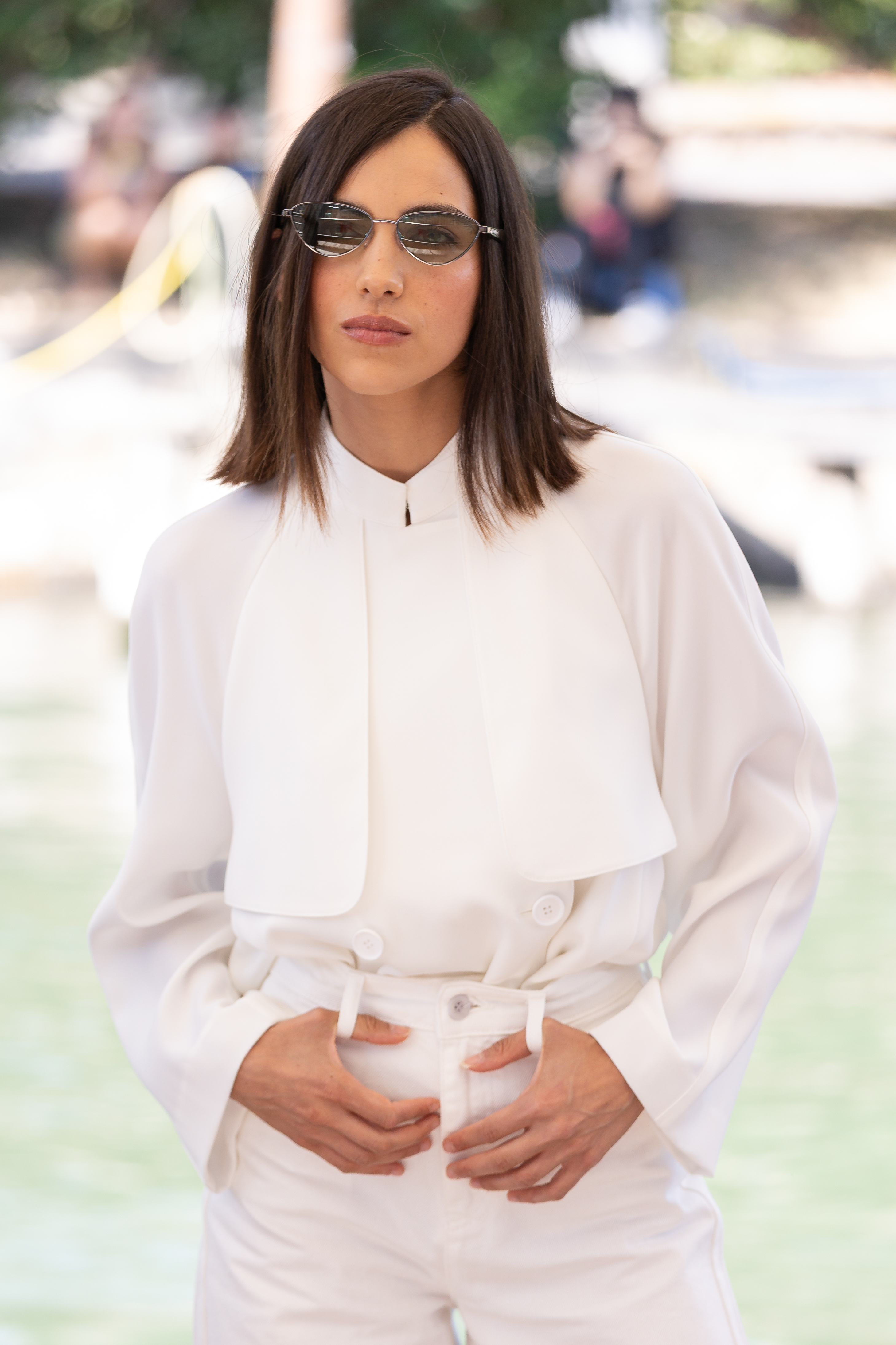
Selene Caramazza, 2024.

Selene är ett kvinnonamn med grekiskt ursprung, det kommer från den grekiska gudinnan Selene, och betyder måne. En fransk version av namnet är Celine.
I Sverige finns 64 kvinnor som har förnamnet Selene. Av dessa har 16 namnet Selene som tilltalsnamn.
Namnsdag saknas.